# Jakub Jakubov
Jakub Jakubov (* 1. února 1989, Košice) je slovenský fotbalový brankář, v současnosti působící v BFC Viktoria 1889. Byl členem českých reprezentací U20 a U21.
Jeho bratr Alexander je fotbalovým útočníkem.

## Fotbalová kariéra
Svoji fotbalovou kariéru začal v MFK Košice. Mezi jeho další působiště patří: MFK Košice, SV Horn, FK Austria Wien, FK Dukla Praha, FC MAS Táborsko, SK Kladno, FK Mladá Boleslav, FK Slavoj Žatec, FC Spartak Trnava a BFC Viktoria 1889.
Byl členem českého týmu na Mistrovství světa hráčů do 20 let 2009 v Egyptě, kde ČR vypadla v osmifinále s Maďarskem na penalty 3:4 (po prodloužení byl stav 2:2). Nezasáhl však ani do jednoho zápasu.